# Hendrik Tjakko de Graaf
Hinne (Hendrik Tjakko) de Graaf (Kollum, 26 juni 1875 – Leiden, 2 december 1930), was een Nederlands protestants (hervormd) theoloog. Hij was een van de leidende figuren van het vrijzinnig protestantisme aan het begin van de 20ste eeuw.

## Leven en werk
De Graaf promoveerde twee keer aan de Rijksuniversiteit Groningen, in 1901 in de theologie met een proefschrift met de titel De joodsche wetgeleerden in Tiberias 70-400 n. Chr. en in 1914 in de filosofie op  Temperament en karakter, een godsdienstpsychologisch onderzoek naar het karakter en de behandeling van mensen die waren opgenomen in de inrichting voor landlopers en bedelaars te Veenhuizen. In 1926 werd De Graaf benoemd tot hoogleraar Godsdienstwijsbegeerte, Zedekunde en Encyclopedie der Godgeleerdheid aan de Universiteit Leiden, als opvolger van de jong overleden Karel Hendrik Roessingh.
- Biografisch Portaal: 22661397
- Digitale Bibliotheek voor de Nederlandse Letteren: graa025
- Library of Congress Control Number: no2006061947
- Nederlandse Thesaurus van Auteursnamen: 070514321
- Système universitaire de documentation: 199500800
- Trove: 1528012
- Virtual International Authority File: 51443517